# Керулен
Керулен (монг. Хэрлэн гол; кит.: 克鲁伦河; піньїнь: Kèlǔlún hé) — річка в Монголії і Китаї. Довжина річки становить - 1254 км, з них 1090 км в Монголії . Сточище становить 116 400 км². 
Річка здебільшого протікає через посушливу степову зону. Виток знаходиться в горах Хентей на південно-східних схилах, поблизу Бурхан-Халдун, за 180 км на північний схід від Улан-Батору. Гирлом є озеро Далайнор.
Протікає переважно по Хентій, Дорнод аймакам Монголії та Внутрішньою Монголією Китаю. На річці розташований четверте за величиною місто Монголії Чойбалсан. Льодостав з листопада по квітень, в багатьох місцях перемерзає.